# Васак
Васак (*Վասակ Ա, д/н — 1040) — 2-й цар Сюнікського царства з 998 до 1040 року.

## Життєпис
Походив з династії Сюні. Син Смбата I, царя Сюніка. Про дату народження й молоді роки нічого невідомо. 998 року після смерті батька стає новим царем Сюніка. Втім, вимушений був визнати зверхність Гагіка I, царя Ані, зміцнивши мир шлюбом доньки Катраніде з анійським царем. За нею віддав частину володінь у Вайоц-Дзор. Кордони васального Сюнікського царства сягали на сході річки Акера, на північному сході — водорозділу Арцахських гір, на півночі охоплювали території за лінією населених пунктів Брнакот—Сісіан—Тег, на заході доходили до Зангезурських гір, охоплюючи частину області Єрнджак із містечком Шорот.
Продовжив політику попередника щодо дотримання мирних відносин з сусідами та політико-економічного зміцнення Сюнікського царства зсередини. Саме підтримка міст, ремісництва та торгівлі з боку царя Васака сприяли економічному піднесенню держави. 1003 року брав участь на боці Анійського царства у битві при Парсі проти мусульман.
Водночас намагався налагодити дружні стосунки з ієрархами Вірменської Апостольської церкви. 1000 року звів церкви Св. Ованеса у Вагагні, а у 1006 році — Св. Карапета.
Протягом усього правління Васак доклав зусиль щодо збереження власного царства. Після смерті у 1020 році Гагіка I, царя Анійського, зумів фактично відновити незалежність. Він влаштував шлюб молодшої доньки з Ашотом, князем Цхука, оголосивши свого онука Смбата спадкоємцем Сюнікського трону.